# CrossFit

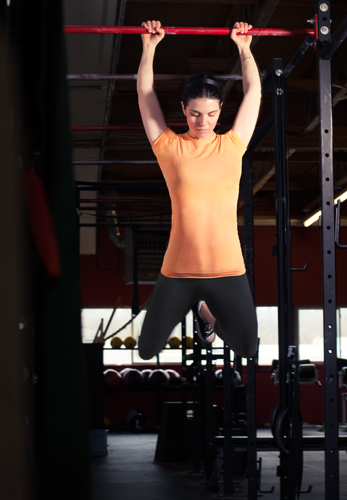
Mulher fazendo um "kipping pull-up"

CrossFit é a marca de um programa fitness criado por Greg Glassman. Foi registrada pela CrossFit, Inc., fundada por Glassman e Lauren Jenai em 2000.
O CrossFit é promovido como uma filosofia de exercício físico e um esporte competitivo, incorporando elementos de treinamento intervalado de alta intensidade, levantamento de peso olímpico, pliometria, levantamento de peso, ginástica, levantamento de kettlebell, calistenia, atleta de força e outros exercícios. É praticado por membros de mais de 13.000 academias afiliadas, aproximadamente metade dos quais estão localizadas nos Estados Unidos, e por indivíduos que completam treinos diários (também conhecidos como "WODs" (workouts of the day, ou treinos do dia). O CrossFit tem sido criticado por supostamente causar lesões desnecessárias nas pessoas e rabdomiólise por esforço, uma possível ruptura perigosa do músculo a partir de um esforço extremo.

## História
Greg Glassman e Lauren Jenai fundaram a CrossFit, Inc. em 2000. A empresa foi concebida alguns anos antes, em 1996, como Cross-Fit. A academia original da CrossFit fica em Santa Cruz, Califórnia, e a primeira academia afiliada foi a CrossFit North, em Seattle, Washington; havia 13 em 2005, e hoje são mais de 13.000 academias. Treinadores associados ao CrossFit incluem Louie Simmons, John Welbourn, Bob Harper e Mike Burgener.
Glassman obteve controle total sobre a empresa depois de um divórcio com Jenai. Jenai tentou vender sua parcela da empresa para uma parte externa após o acordo de divórcio, mas Glassman a comprou com um empréstimo de 16 milhões de dólares da Summit Partners.

## Visão geral
O CrossFit é um programa de força e condicionamento que consiste principalmente em uma mistura de exercícios aeróbicos, exercícios de calistenia e levantamento de peso olímpico. A CrossFit, Inc. descreve seu programa de força e condicionamento como "movimentos funcionais constantemente variados, executados em alta intensidade em domínios de tempo e modais amplos", com o objetivo definido em melhorar a aptidão física, que define como "capacidade de trabalho em domínios de tempo e modal amplos". As aulas de uma hora de duração nas academias afiliadas, ou boxes, normalmente incluem um aquecimento, um período de desenvolvimento de habilidades, o "treino do dia" (ou WOD) de alta intensidade e um período de alongamento individual ou em grupo. Algumas academias também costumam ter um movimento focado em força antes do WOD. O desempenho em cada WOD é frequentemente pontuado e/ou classificado para encorajar a competição e acompanhar o progresso individual. Algumas academias afiliadas oferecem aulas adicionais, como de levantamento de peso olímpico, que não são centradas em torno de um WOD.

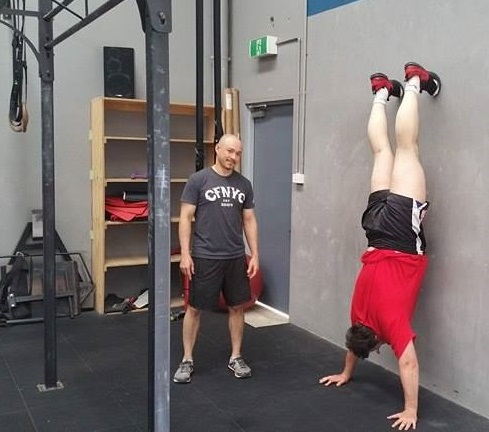
O exercício de caminhada na parede usa uma parede para a prática da posição "bananeira", geralmente usado como trabalho de habilidade para fortalecer o ombro e os músculos abdominais a fim de melhorar os movimentos suspensos e as flexões nessa posição.

As academias de CrossFit usam equipamentos de várias disciplinas, incluindo barras, halteres, anéis de ginástica, barras de apoio, cordas de pular, kettlebells, bolas medicinais, caixas de plyo,  elásticos de resistência, máquinas de remo e esteiras. O CrossFit é focado em "movimento funcional constantemente variado e de alta intensidade", baseado em categorias e exercícios como ginástica,  levantamento de peso em estilo olímpico, levantamento de peso básico, eventos do tipo Strongman, pliometria, exercícios de peso corporal, remo seco, exercício aeróbico, corrida e natação.

## O criador do CrossFit
O criador e detentor dos direitos sobre a marca, Greg Glassman (nascido a 1 de julho de 1956 (68 anos)), teve poliomielite na infância. Essa condição causa fraqueza muscular, perda de reflexos e paralisia. Para lidar com a doença, começou a praticar ginástica. Ficou insatisfeito com os sistemas tradicionais das academias e, após passar por várias unidades, decidiu desenvolver o próprio sistema de condicionamento físico.
O objetivo de Glassman era desenvolver treinamentos que envolvessem o corpo todo de uma vez. Os módulos das academias, focados em trabalhar os grupos musculares separadamente, não o tinham agradado. Sendo assim, começou a criar uma linha de treinos que causam impactos no corpo todo, simultaneamente. 
Após vinte anos à frente do Crossfit, Greg Glassman anunciou no dia 24 de junho de 2020, a venda da empresa a Eric Roza. Estima-se que a operação foi de US$ 4 bilhões, segundo o Yahoo Finance. A decisão de Glassman veio após sofrer grande pressão de afiliados, atletas e marcas parceiras devido às suas declarações sobre o assassinato de George Floyd, por um policial nos Estados Unidos.

## Treino
Os programas de treinamento no CrossFit duram aproximadamente 60 minutos e se estruturam da seguinte maneira:
- Aquecimento: Realiza-se um aquecimento prévio para evitar possíveis lesões musculares nas regiões a serem trabalhadas no WOD. Os exercícios de aquecimento costumam incluir pula-corda, abdominais, flexões de braço, agachamentos, saltos, etc...
- Parte A - Técnica/Força: Nesta parte do treino se pratica a técnica de diferentes exercícios na qual se trabalham o condicionamento físico, a técnica e a força muscular. Durante a Parte A se busca treinar com a maior quantidade de peso que o atleta conseguir, dependendo do exercício e da quantidade de repetições. Os exercícios costumam ser do tipo agachamento com barra frontal ou de costas (Back e Front squats), arranque (Deadlift), arremesso (Snatch), arranque parcial (Hang clean), arranque parcial e arremesso (Hang clean & jerk), prancha abdominal, supino (Bench Press) e outros, os quais podem ser também combinados com outros exercícios.
- Parte B - WOD: Esta parte do treino consiste no momento mais intenso do treinamento, na qual reduz-se a quantidade de peso em comparação com a Parte A e foca-se na melhora da capacidade aeróbica. A Parte B ou WOD costuma incluir combinações dos exercícios descritos na Parte A com outros sem peso ou de resistência, tais como: saltos, flexões de braços, abdominais, exercícios na barra fixa ou nas argolas, levantamento de peso, burpees (flexão seguida de salto), etc... Há vários tipos de WOD, dentre os quais os mais utilizados são:
  - AMRAP: (As Many Reps As Possible, ou "número máximo de repetições"). Consiste em realizar o maior número de séries das combinações de exercícios que compõem o WOD dentro de um intervalo pré-determinado. Por exemplo: num AMRAP de 20 minutos consistindo de uma série de 10 repetições de barra supinada, 8 levamentos de peso e 20 burpees, o atleta deve fazer a maior quantidade de séries dos três exercícios propostos nos 20 minutos disponíveis.
  - EMOM: (Every Minute On the Minute, ou "cada minuto dentro do minuto"). Consiste em realizar um número fixo de repetições de um ou mais exercícios no intervalo de um minuto, repetidas vezes, durante o maior número de minutos possível. Uma vez que se atinge o número fixo proposto para o minuto, o tempo restante até o próximo intervalo fica de descanso. O EMOM termina no momento em que o atleta não consegue mais atingir o número de repetições propostas dentro do minuto, ou quanto o tempo total para o WOD termina. Por exemplo: num ENOM de 16 arremessos e 8 flexões, cada atleta deve poder completar as 24 repetições em 60 segundos.
  - Por tempo: Este WOD consiste em realizar um número pré-determinado de séries dentro de um intervalo limite para atingir a meta ou realizar a combinação de exercícios dada o mais rápido possível.
  - TABATA: Este WOD consiste em 8 séries intensas de 30 segundos cada, nas quais nos 20 primeiros segundos se executa o exercício proposto o maior número de vezes possível, seguidos de 10 segundos de descanso. Em cada série conta-se o número de repetições realizadas, sendo que o resultado da TABATA equivale ao número de repetições realizadas na oitava e última série.